# オパール・ダン
オパール・ダン（Opal Dunn、1929年 - ）は、イギリスの児童書作家、編集者、教育コンサルタント、特に幼児の言語教育、外国語教育の専門家。
ヨークシャー出身。1960年代にカンボジアで絵本を教材として英語を教える試みを手がけ、その後、ブリティッシュ・カウンシルの役員だった夫が東京の在日英国大使館文化部門へ赴任したのに従って、1971年に来日、1980年まで日本に滞在した。日本滞在中には、当時の礼宮（後の秋篠宮文仁親王）や紀宮（清子内親王、後の黒田清子）に英語を教えることもあった。また、多言語環境で育つ子どものための小規模な文庫を設ける運動をはじめ、1977年に最初の文庫である「だんだん文庫」東京都目黒区にを設け、国際児童文庫協会 (International Children's Bunko Association, ICBA) を立ち上げた。
イギリスに帰国後、イギリス在住の日本人家庭の教育相談などにも取り組み、家庭における外国語教育を推進する運動に取り組む。1980年代には、ヨーロッパにおける絵本を用いた子どもの言語教育の推進に関わった。
オパール・ダンは、ICBA の活動を評価され、2008年に日本政府から旭日双光章を受章した。

## 業績
日本語版のあるもの
- （市川博との共著）オックスフォード実用英語シリーズ 1 英国へのパスポート : 生活と会話 基礎・旅行篇、オックスフォード大学出版局、1978年
- （市川博との共著）オックスフォード実用英語シリーズ 2 英国へのパスポート : 生活と会話 応用・滞在篇、オックスフォード大学出版局、1978年
- （吉田立子 訳）さあ、始めよう 親子の外国語レッスン―ミセス・ダンのバイリンガル教育 : 親は最適の語学教師、サイマル出版会、1997年
- （かがみてつお 訳）おしゃべりレオくんやってきた! : はじめてえいごでよむおはなし、評論社、2003年